# Иванов, Александр Андреевич
Алекса́ндр Андре́евич Ива́нов (16 [28] июля 1806, Санкт-Петербург, Российская империя — 3 [15] июля 1858, там же) — русский живописец и график, последователь классицизма, один из наиболее значимых художников николаевской эпохи, создатель знаменитой картины «Явление Христа народу»; старший сын и ближайший ученик Андрея Ива́нова. Академик Императорской Академии художеств (с 1836).

## Биография
Александр Иванов родился в семье художника, профессора живописи Андрея Ивановича Ива́нова (1775—1848), который в том же году был утверждён адъюнкт-профессором исторического класса Императорской Академии художеств. В одиннадцать лет поступил «посторонним» учеником в Императорскую Академию художеств. Учился в академии при поддержке Общества поощрения художников, главным образом под руководством своего отца. Получив за успехи в рисовании две серебряные медали, был награждён в 1824 году малой золотой медалью за написанную по программе картину «Приам испрашивает у Ахиллеса тело Гектора». В 1827 году получил большую золотую медаль и звание художника XIV класса за картину «Иосиф, толкующий сны заключенным с ним в темнице виночерпию и хлебодару».
Покровительствовавшее Иванову общество решило послать его за свой счет за границу, для дальнейшего усовершенствования, но предварительно потребовало, чтобы он написал ещё одну картину на тему «Беллерофонт отправляется в поход против Химеры». Выполнив это требование, Иванов в 1830 году отправился в Европу, и через Германию, с остановкой на некоторое время в Дрездене, прибыл в Рим.
В Италии первые работы Иванова состояли в копировании «Сотворения человека» Микеланджело в Сикстинской капелле и в написании эскизов на разные библейские сюжеты. Усердно изучая Священное Писание, в особенности Новый Завет, Иванов всё более увлекался мыслью изобразить на большом полотне первое явление Мессии народу, но прежде чем приступить к этой трудной задаче, хотел испробовать свои силы над менее масштабным произведением. С этой целью он в 1834—1835 годах написал «Явление Христа Марии Магдалине после воскресения».
Картина имела большой успех как в Риме, так и в Санкт-Петербурге, где в 1836 году художник удостоился за неё звания академика.
Ободренный успехом, Иванов принялся за «Явление Христа народу». Работа затянулась на двадцать лет (1836—1857), и только в 1858 году Иванов решился отправить картину в Санкт-Петербург и явиться туда вместе с ней. Выставка самой картины и всех относящихся к ней эскизов и этюдов была организована в одном из залов Академии художеств и произвела сильное впечатление на общественность. Творческий арсенал, используемый художником в различных работах, в том числе при исполнении пейзажных этюдов, опережал уровень отечественной живописи того времени.
Иванов скончался от холеры. Был похоронен на кладбище Воскресенского Новодевичьего монастыря; в 1936 году останки и надгробие (с портретным барельефом работы итальянца Луиджи Гульельми) были перенесены в Александро-Невскую лавру на Тихвинское кладбище — Некрополь мастеров искусств.
Среди его учеников был, в частности, художник-мозаичист Иван Шаповалов.

## Галерея

«Явление Христа народу» (1837–1857)
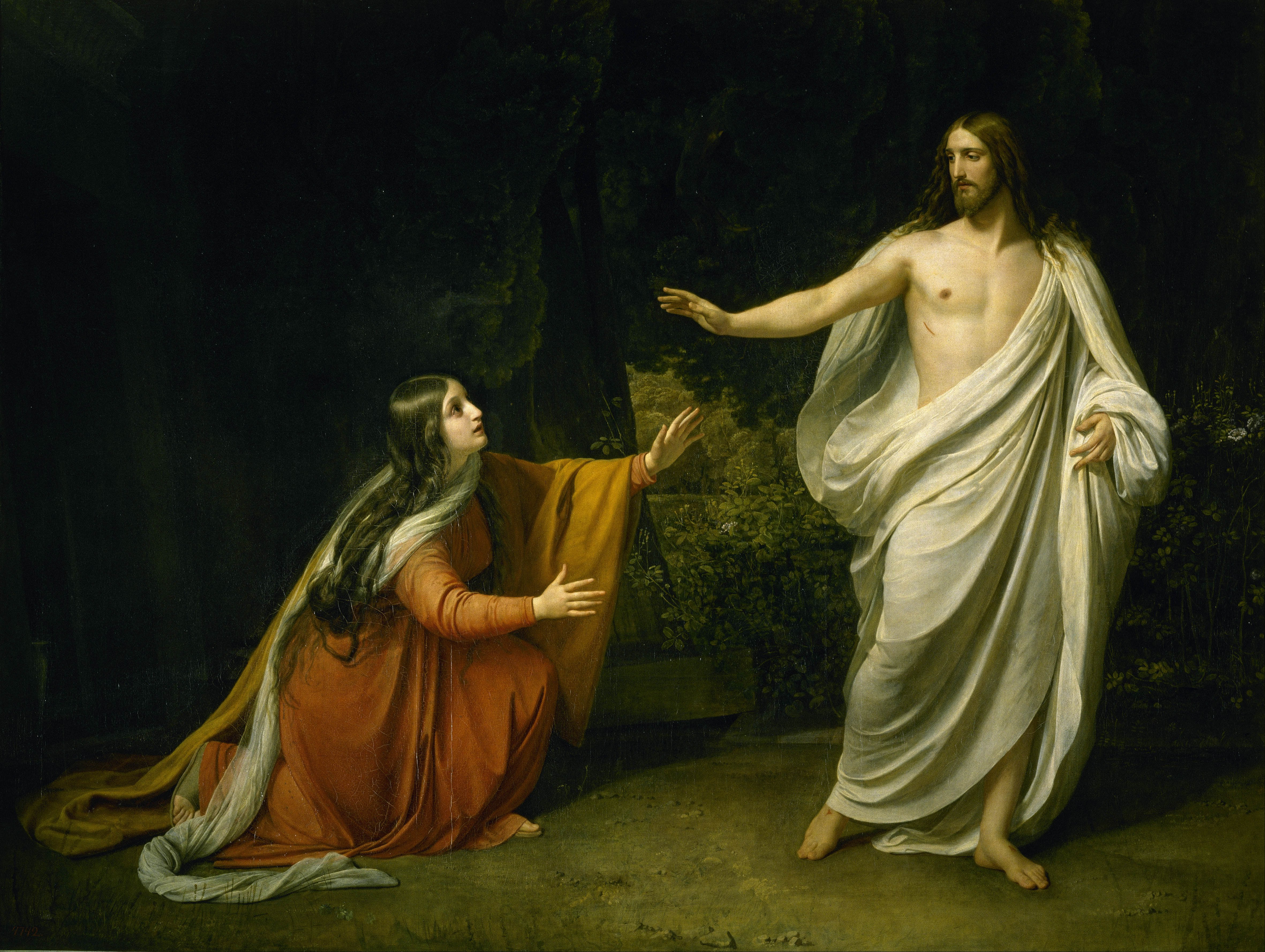
«Явление Христа Марии Магдалине после воскресения» (1835)
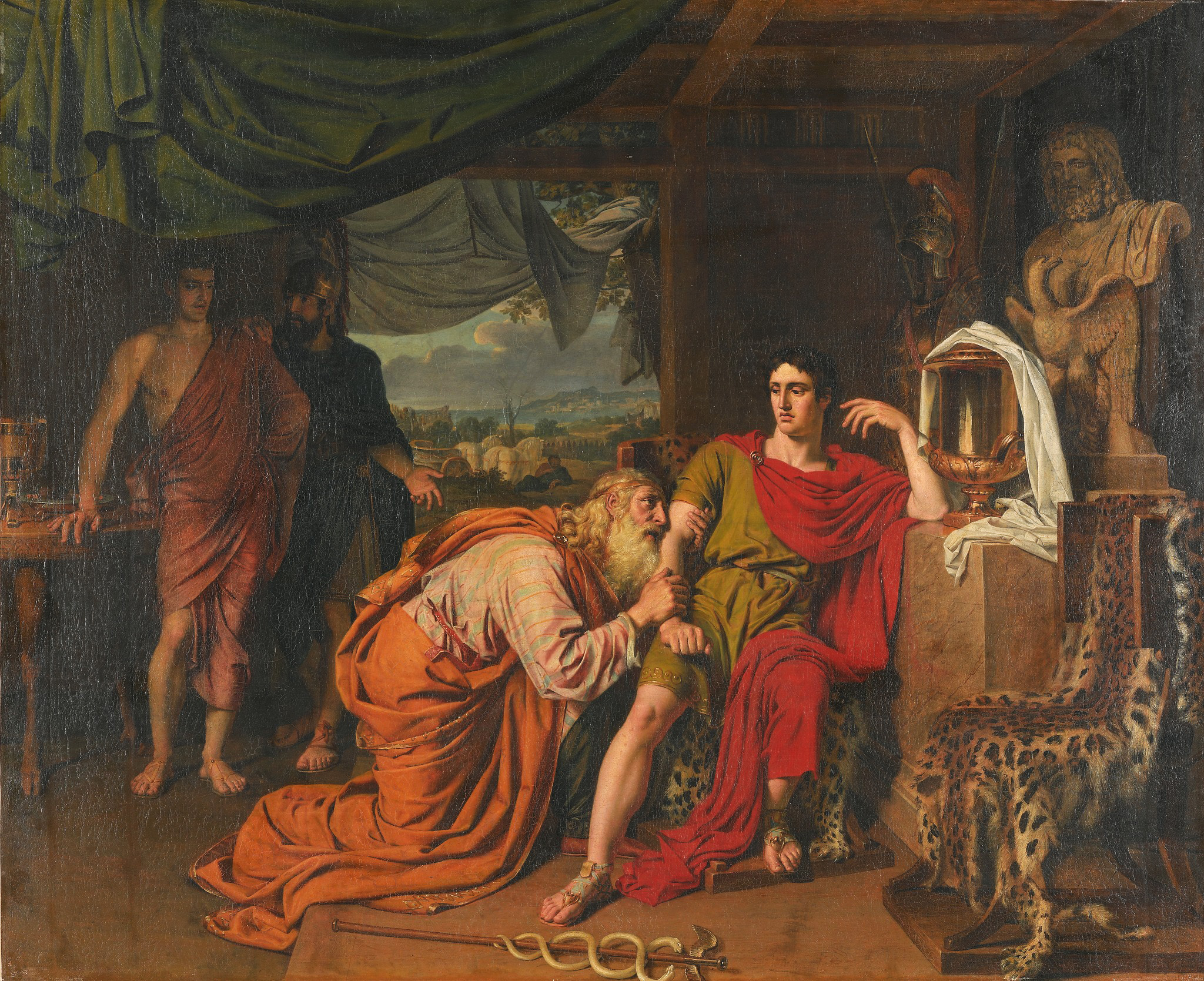
«Приам испрашивает у Ахиллеса тело Гектора» (1824)
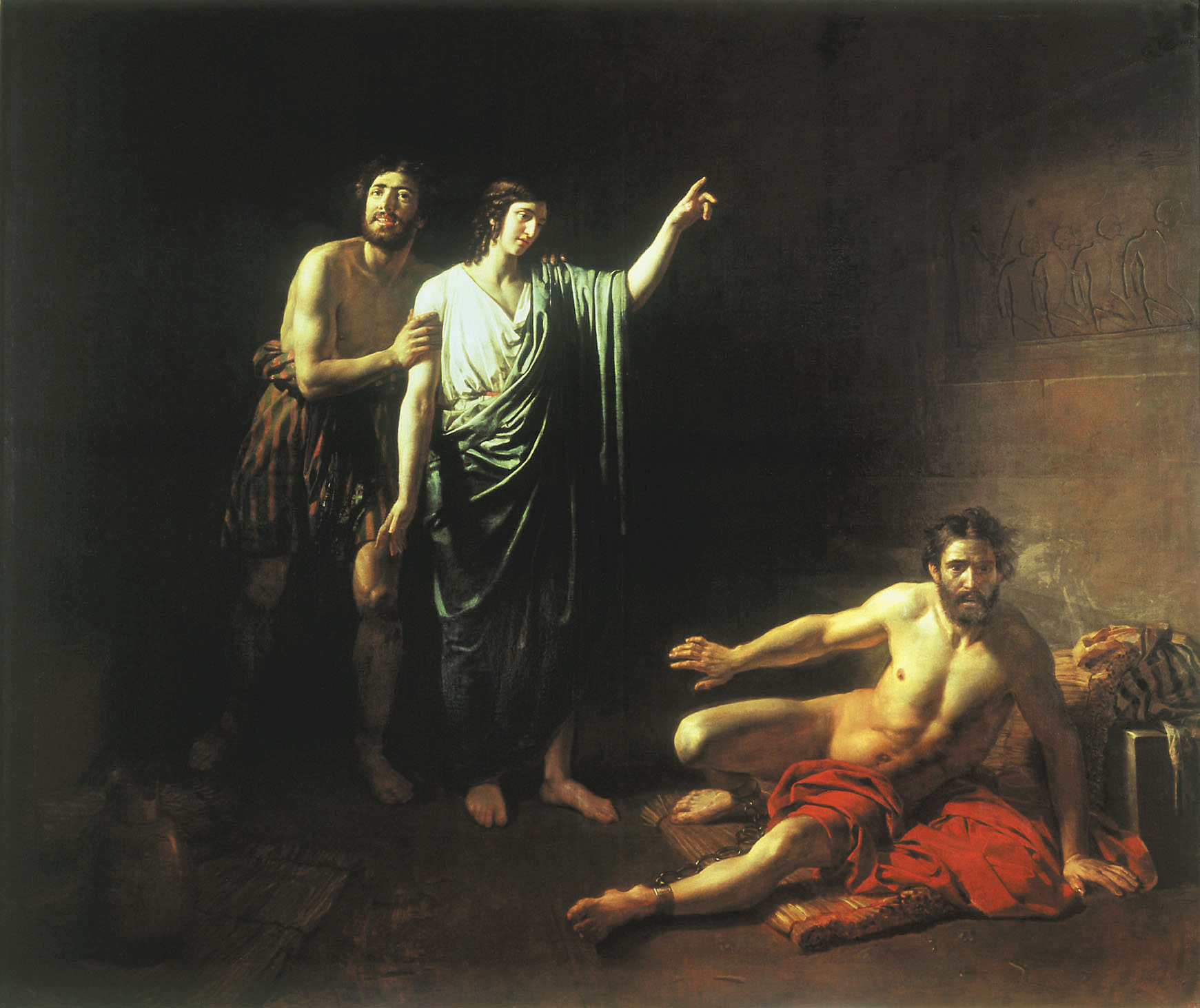
«Иосиф, толкующий сны заключенным с ним в темнице виночерпию и хлебодару» (1826)
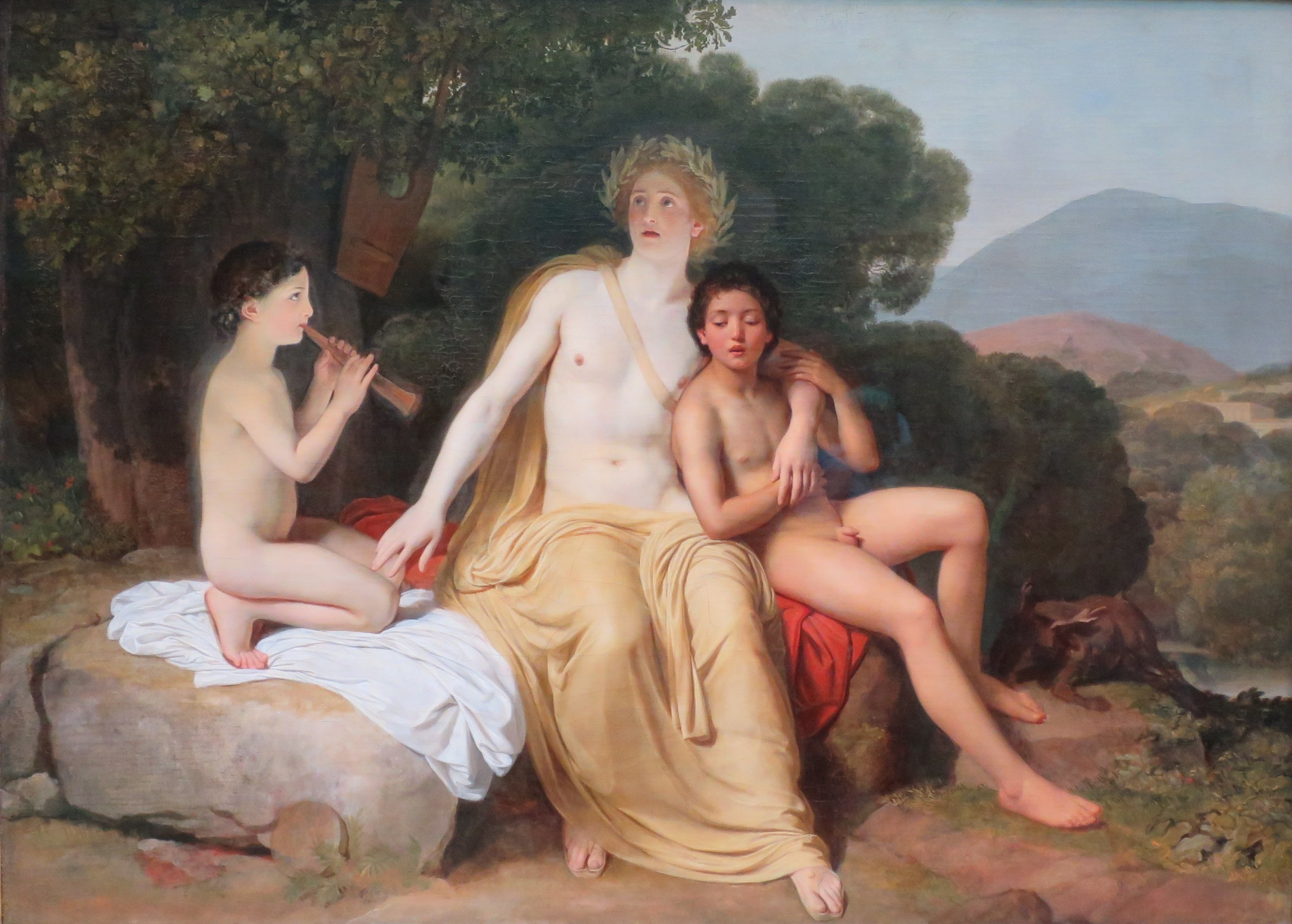
«Аполлон, Гиацинт и Кипарис, занимающиеся музыкой и пением» (1831–1834)
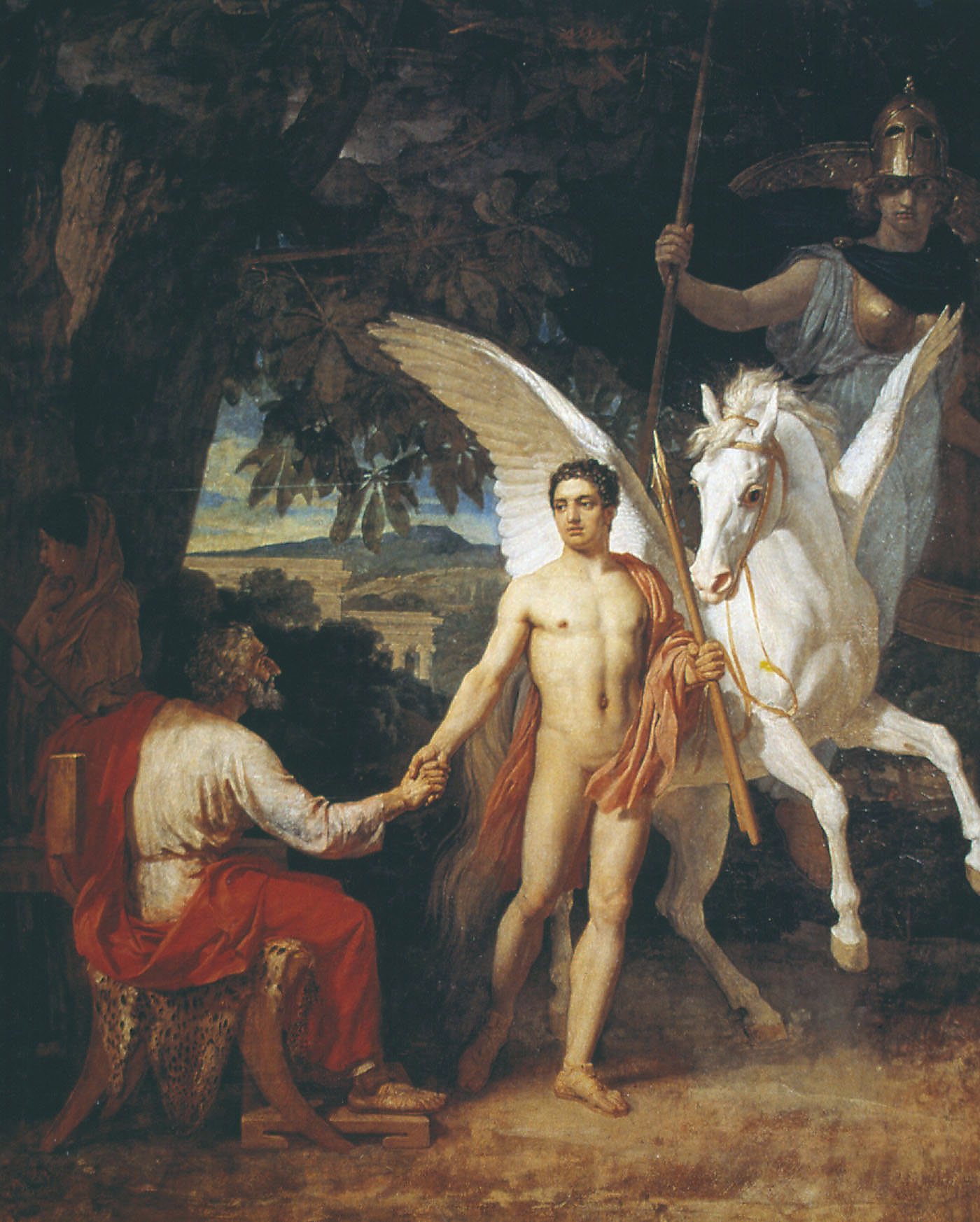
«Беллерофонт отправляется в поход против Химеры» (1829)
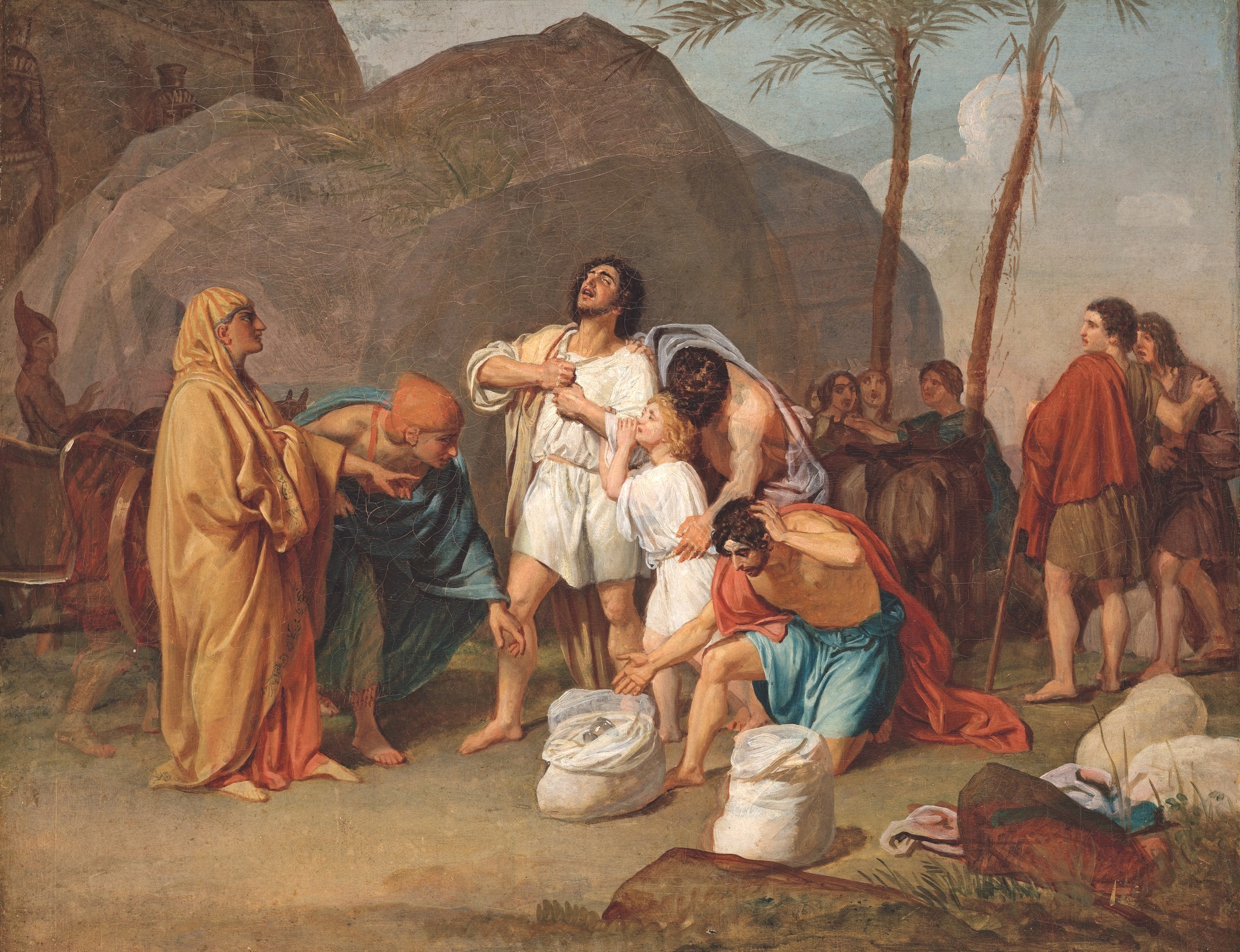
«Братья Иосифа находят чашу в мешке Вениамина» (1831–1833)
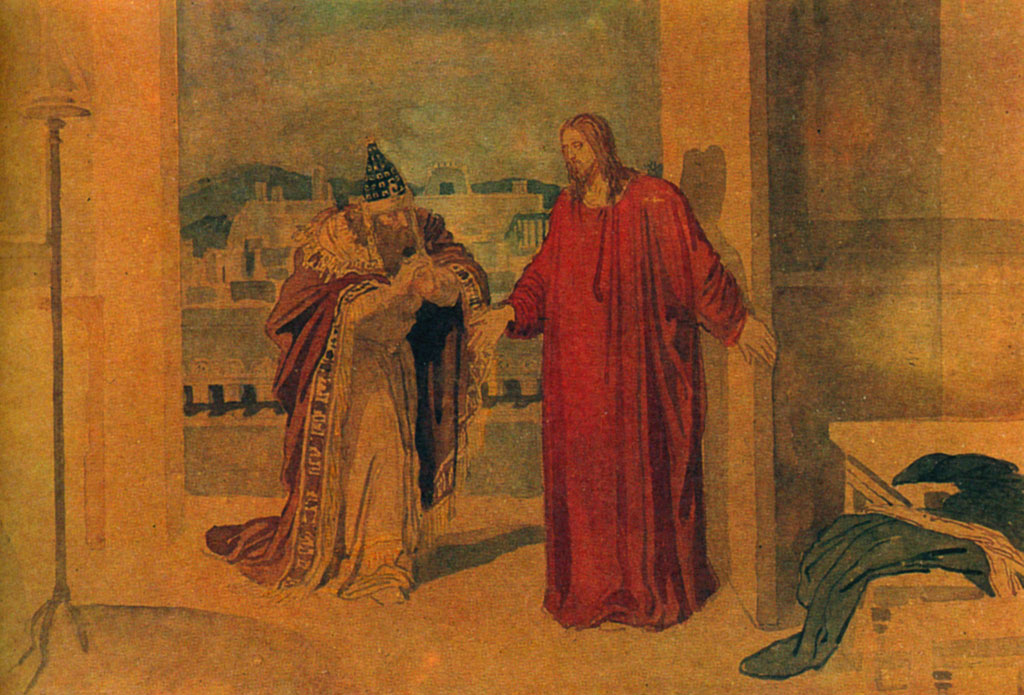
«Христос и Никодим» (1850-е гг.)
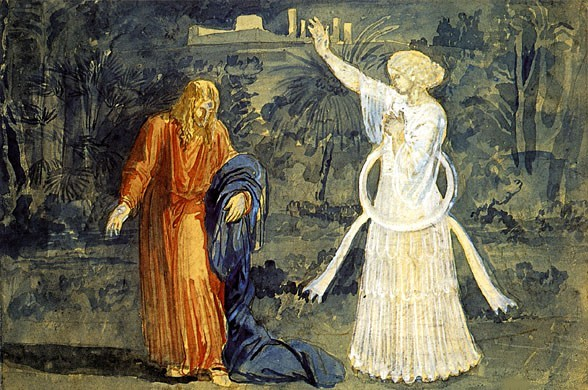
«Христос в Гефсиманском саду. Явление Ангела». (1850)
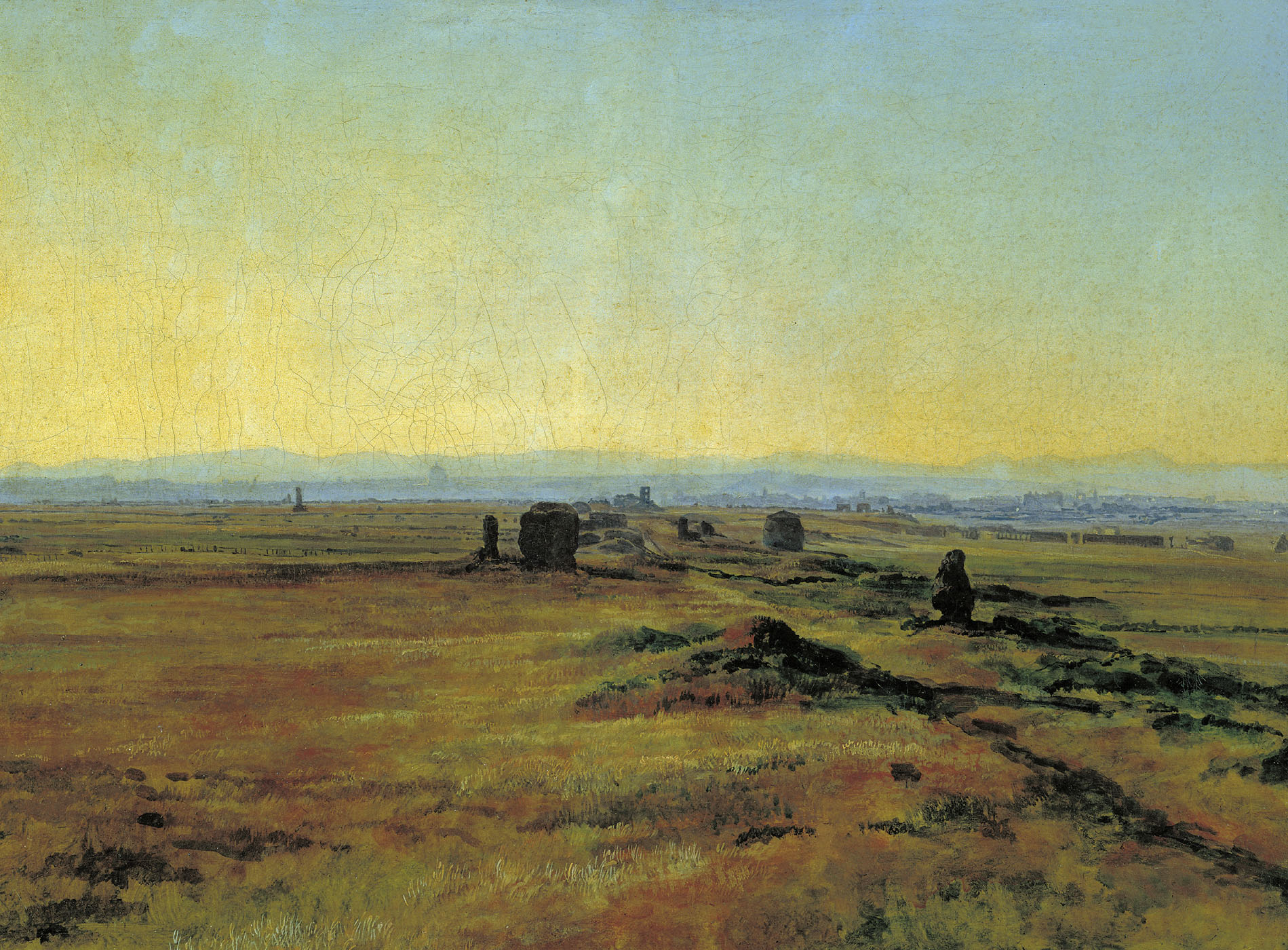
«Аппиева дорога при закате солнца» (1845)
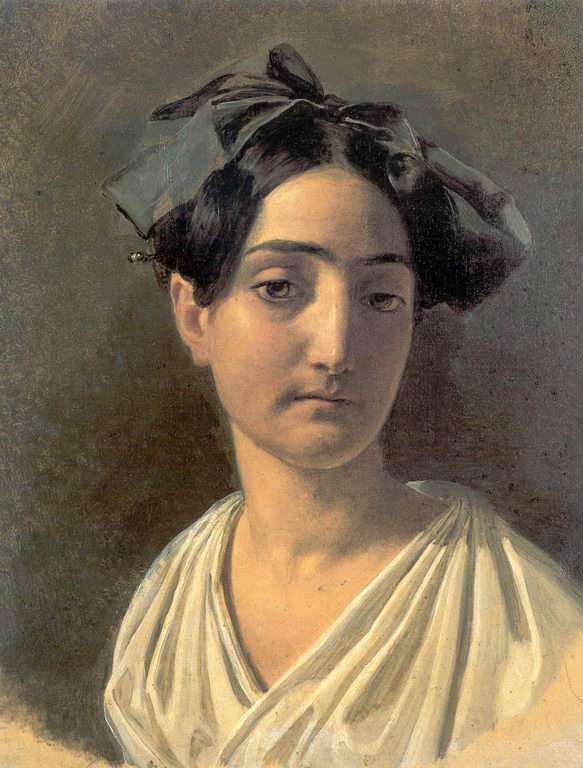
Портрет Виттории Кальдони (1834)
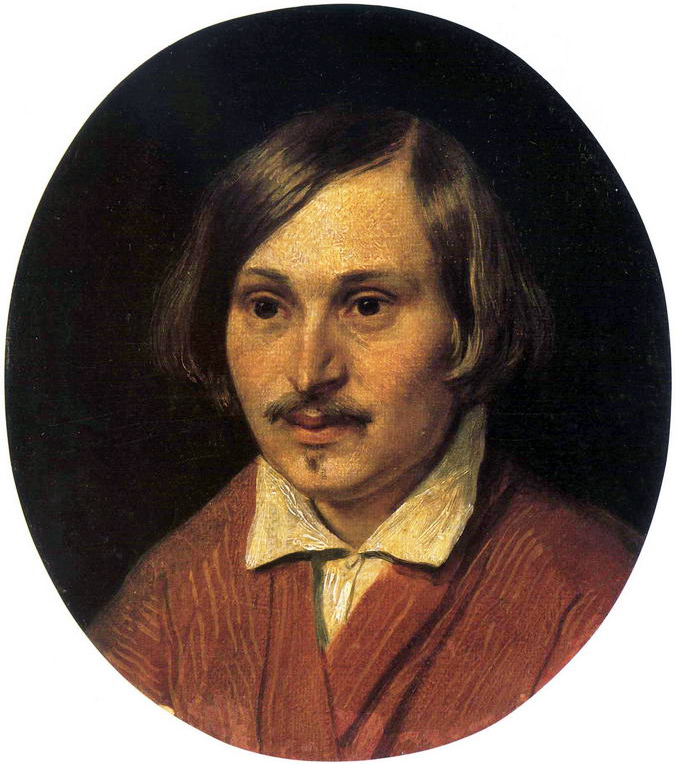
Портрет Николая Гоголя (1841)

## Память

### На монетах и почтовых марках

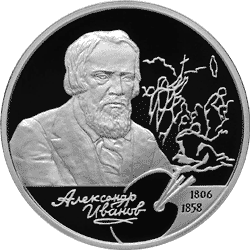
Памятная серебряная монета России, 2006 год
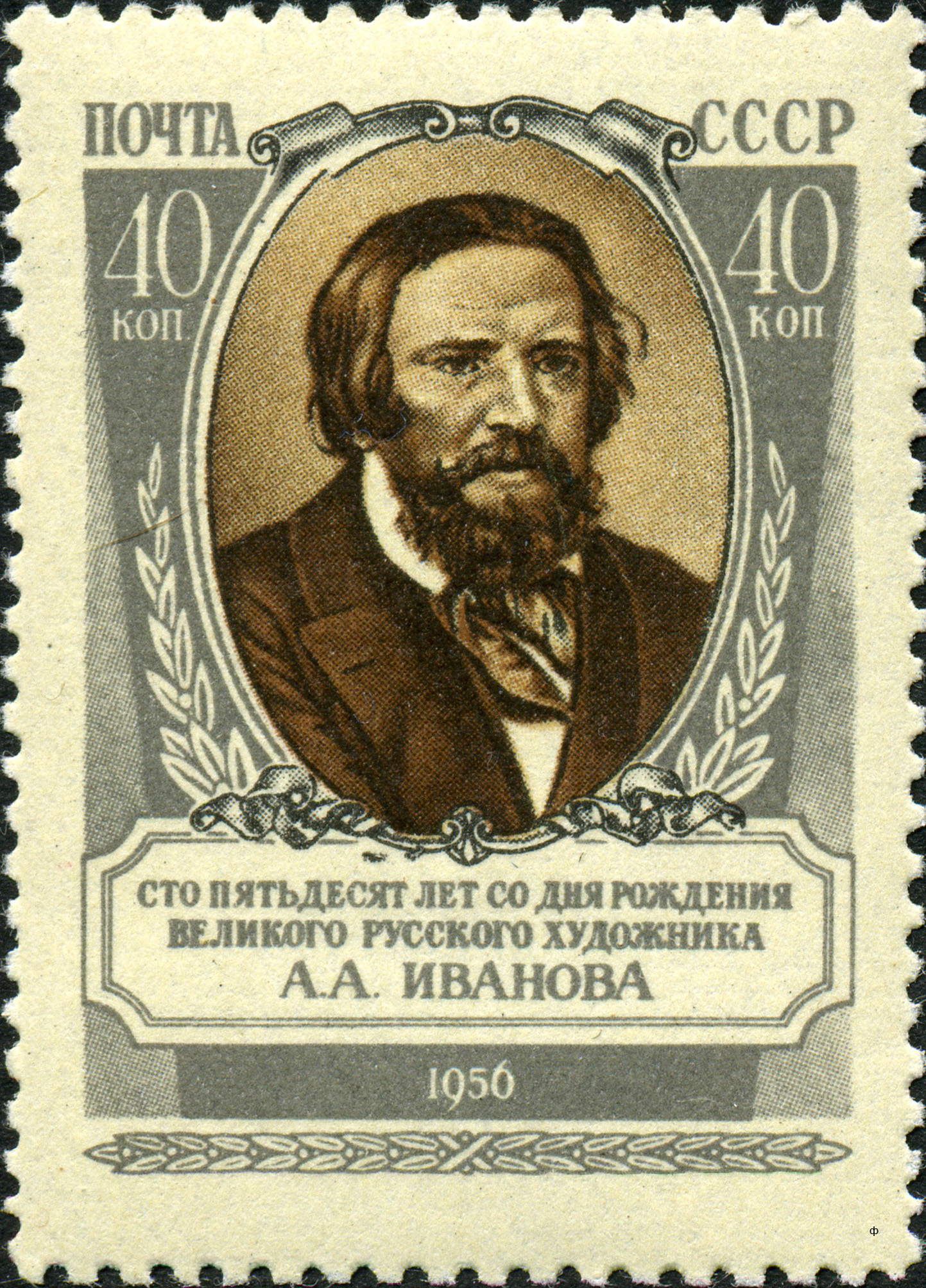
Почтовая марка СССР, 1956 год
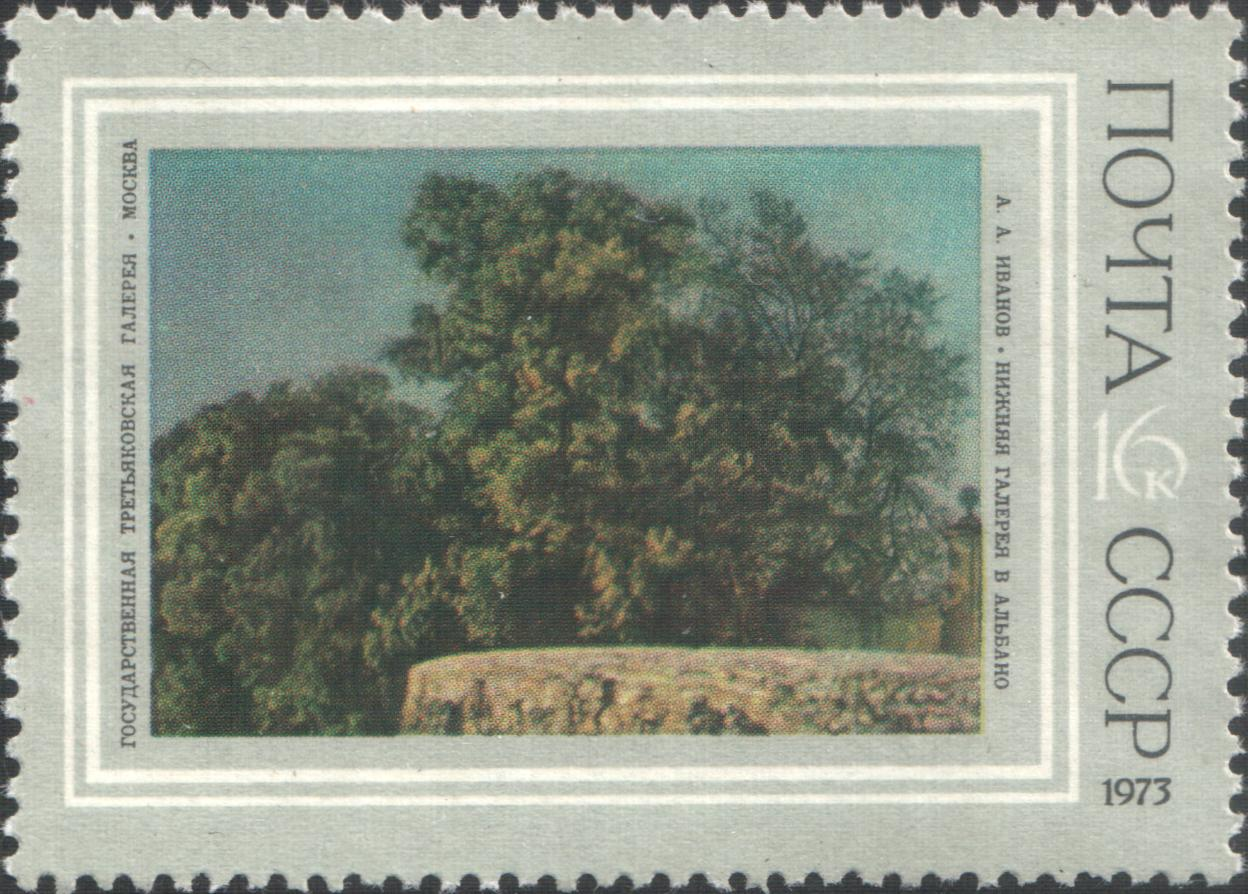
Почтовая марка СССР, 1973 год: картина «Нижняя галерея в Альбано»

### Памятники

Бюст А. А. Иванова в Михайловском саду в Санкт-Петербурге
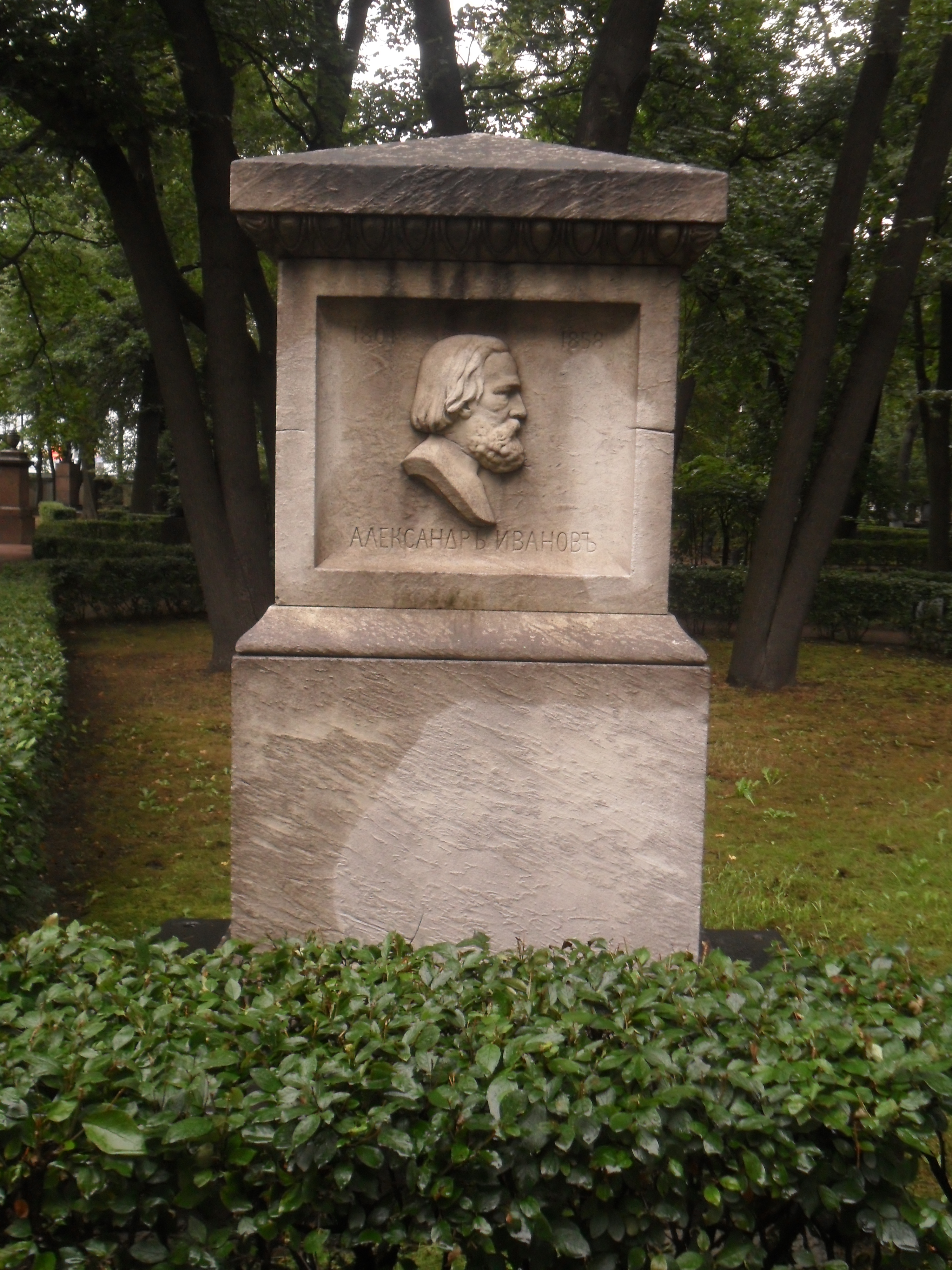
Могила А. А. Иванова в Некрополе мастеров искусств в Санкт-Петербурге